# Satoru Noda (calciatore)
Satoru Noda (野田知?, Noda Satoru; Hokkaidō, 19 marzo 1969) è un ex calciatore ed ex giocatore di calcio a 5 giapponese, di ruolo centrocampista.

## Carriera
Con la nazionale maschile di calcio a 5 del Giappone ha disputato il FIFA Futsal World Championship 1989 in cui la selezione asiatica, inserita nel girone con Belgio, Argentina e Canada, è stata eliminata al primo turno. 